# Малые Бучки (Харьковская область)
Малые Бучки (укр. Малі Бучки) — село,
Багаточернещинский сельский совет,
Сахновщинский район,
Харьковская область, Украина.
Код КОАТУУ — 6324881002. Население по переписи 2001 года составляет 76 (35/41 м/ж) человек.

## Географическое положение
Село Малые Бучки находится в месте впадения реки Богатая и реку Орель.
Русло реки Орель частично используется под Канал Днепр — Донбасс, в результате в этом месте направление течения реки изменено на противоположное.
Река Орель извилиста, образует старицы, лиманы и озёра, в том числе озеро Волово.
На противоположном берегу реки Богатая находится село Богатая Чернещина.
На противоположном берегу реки Орель находятся сёла Богатое (Днепропетровская область) и Панасовка (Днепропетровская область).

## История
- 1854 — дата основания.